# Gábor Kismarty-Lechner
Gábor Kismarty-Lechner (11 november 1976) is een Hongaars autocoureur.

## Carrière
Kismarty-Lechner begon zijn autosportcarrière rond 2000 in de Hongaarse Suzuki Swift Cup bij het team Zengő Motorsport, waar hij al zijn hele carrière voor uitkomt. Hij nam voornamelijk deel aan dit kampioenschap, waarin hij in 2015 kampioen werd. In 2008 debuteerde hij tevens in de langeafstandsracerij en werd hier onder meer in 2012 tweede in de 24 uur van Barcelona in een SEAT Leon. In 2016 maakte hij tevens zijn debuut in het Hongaarse kampioenschap, waarin hij met zijn teamgenoot Csaba Tóth direct kampioen werd in de enduranceklasse in een SEAT Leon. In 2017 werden zij in dezelfde auto kampioen in hetzelfde kampioenschap, maar ditmaal in de TC-3500-klasse. In 2019 maakte hij de overstap naar het rallycross, waarin hij achter zijn teamgenoot Bence Boldizs derde werd in de eindstand.
In 2020 maakte Kismarty-Lechner zijn debuut in de World Touring Car Cup, waarin hij voor het team Zengő Motorsport Services KFT in een Cupra León Competición TCR reed. Zijn beste resultaat was een elfde plaats op de Nürburgring Nordschleife en hij werd met 17 punten negentiende in het eindklassement. Hij kwam tevens in aanmerking voor de Trophy-klasse, bedoeld voor coureurs zonder fabriekssteun, waarin hij met 8 punten zevende werd.